# معمره
معمره، روستایی است از توابع بخش مرکزی شهرستان خرمشهر در استان خوزستان ایران.

## جمعیت
این روستا در دهستان حومه شرقی  قرار داشته و براساس آخرین سرشماری مرکز آمار ایران که در سال ۱۳۸۵ صورت گرفته، جمعیت آن  ۱۹۳۱نفر (۳۶۵خانوار) بوده‌است.
مردم انجا به زبان عربی محلی و فارسی سخن میگویند